# Kleberecht

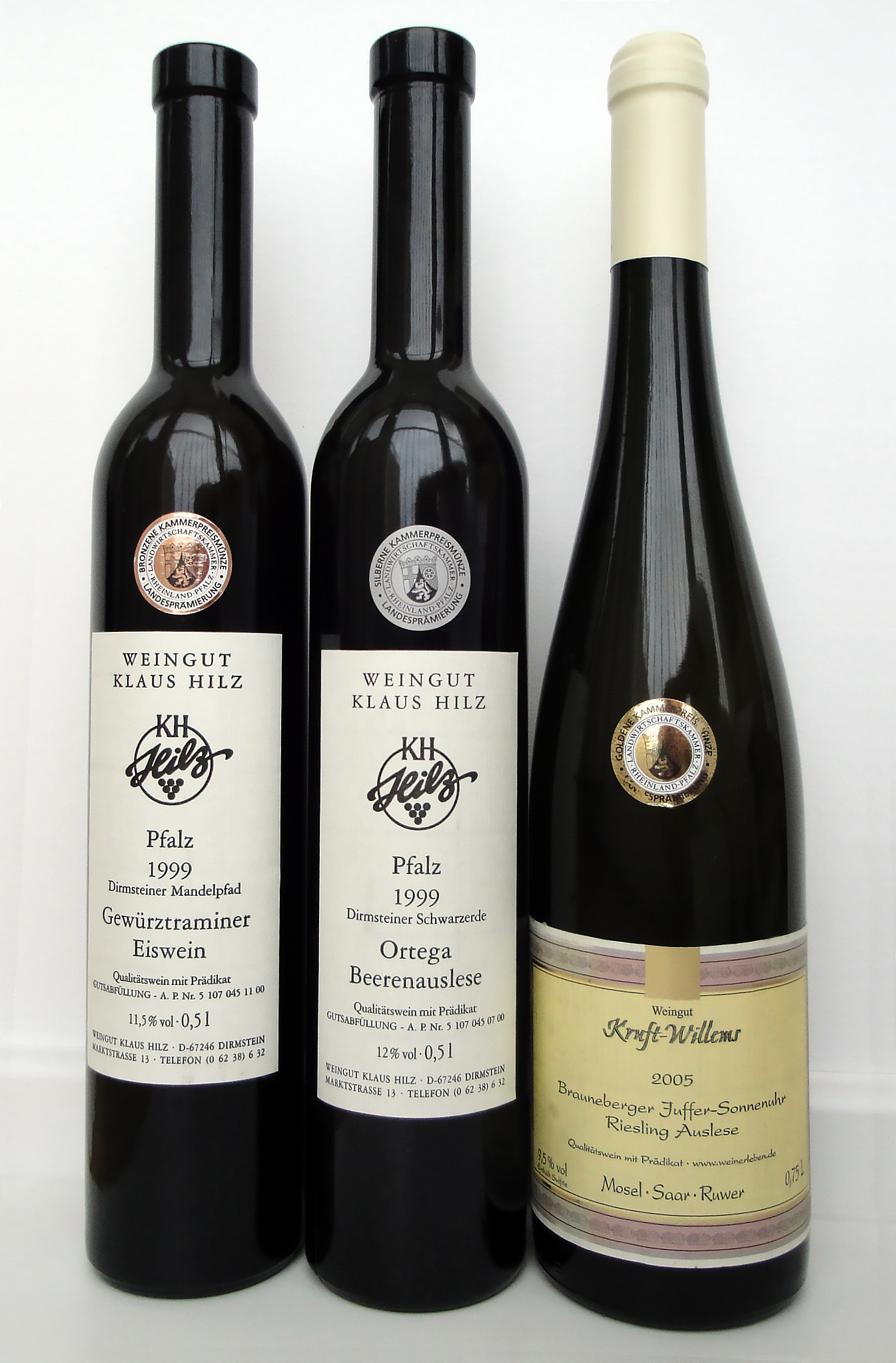
Weinflaschen der Landesprämierung der Landwirtschaftskammer Rheinland-Pfalz mit Auszeichnung Bronze, Silber und Gold

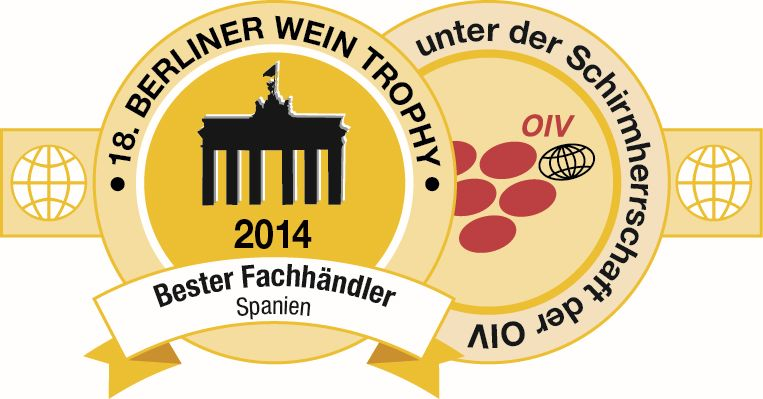
Eine der Auszeichnungen der Deutschen Wein-Marketing, 2014

Das Kleberecht (amtsdeutsch: Auszeichnungen und ähnliche Angaben) ist eine deutsche Verordnung, die das Anbringen von Auszeichnungen auf Weinflaschen regelt. Nur wenige Organisationen haben das Privileg, dies für genau festgelegte Wettbewerbe zu tun. Diese Wettbewerbe unterliegen strengen Regularien.
Auszeichnungen, die durch Aufkleber auf Weinflaschen kenntlich gemacht werden und so für Konsumenten am Verkaufspunkt einfach erkennbar sind, fördern den Weinabsatz und gelten als wichtiges Marketinginstrument. Derartige absatzfördernde Maßnahmen werden mit Stützungsprogrammen im Weinsektor durch die Europäische Gemeinschaft unterstützt. Weinproduzenten sollten an entsprechenden Auszeichnungen interessiert sein, weil sie bei Einhaltung der strengen Prüfungsvorschriften dem Verbraucher eine hohe Qualität garantieren. Kosten, die durch die zusätzliche Prüfung entstehen, dürften sich in der Regel rentieren.

## Hintergrund
Die Rechtsvorschrift zum Kleberecht fußt auf § 30, Auszeichnungen und ähnliche Angaben der Deutschen Weinverordnung, die sich wiederum auf die Paragraphen 24, Absatz 2, in Verbindung mit § 54, Absatz 1 des Weingesetzes bezieht. Darin heißt es, das Bundesministerium für Ernährung und Landwirtschaft veröffentliche zu Beginn eines Weinwirtschaftsjahres ein Verzeichnis der Auszeichnungen und Gütezeichen der Deutschen Landwirtschafts-Gesellschaft (DLG) sowie der von den Landesregierungen anerkannten Auszeichnungen und Gütezeichen im Bundesanzeiger. Diese Liste wurde zuletzt im Herbst 2019 um einen Eintrag erweitert. Neben der DLG beinhaltet die Liste Landwirtschaftsministerien, Landwirtschaftskammern sowie regionale Weinbauverbände, aber auch Fachverlage wie beispielsweise Mundus Vini oder Busche Verlagsgesellschaft, die in ihren Veröffentlichungen regelmäßig durchgeführte Weindegustationen dokumentieren.
Die Bundesländer sind befugt, für die von ihnen verwalteten Anbaugebiete eigene Verordnungen zu erlassen. Seit der Rechtslegung 1995 ist die Verordnung erheblichen Veränderungen unterworfen gewesen. Vor 1995 war die Anbringung von Auszeichnungen weniger streng geregelt, da zuvor auch beliebige, nicht registrierte Organisationen wie Winzergenossenschaften oder Winzervereine Aufkleber anbringen konnten.

## Weinwettbewerbe
Ein Weinwettbewerb wird von einer Organisation mit Kleberecht ausgeschrieben und soll sowohl für die beteiligten Winzerbetriebe als auch für die Konsumenten attraktiv sein. Entsprechend vielfältig sind die Themen. Neben klassischen Riesling-, Merlot- usw. -Wettbewerben konkurrieren auch Winzergenossenschaften, Winzer innerhalb einer Weinregion oder gar Jungwinzer oder Fachhändler. Saisonal kommen Die besten Spargelweine, Schaum- und Glühweine in einen Vergleich. Die Qualitätsweinprüfung, bei der die Amtlicher Prüfnummern (AP-Nummer) vergeben werden und bei der es um die Zulassung eines Lots als Lebensmittel auf den Markt geht, werten nach dem 5-Punkte-System. Bei Weinprüfungen, die um Medaillen, also um ihr Kleberecht kämpfen, wird international nach der 100-Punkte-Skala beurteilt. Obwohl alle Weine, die bereits marktfähig sind, also eine AP-Nummer besitzen, kommen vereinzelt auch Proben in die Verkostung, die weniger als 60 Punkte bekommen und so als fehlerhaft und nicht marktgängig gelten.

## Privilegierte Organisationen
Die Reihenfolge entspricht dem Zeitpunkt der jeweils ersten Zulassung
| Organisation                                                                       | Ort                                              |
| ---------------------------------------------------------------------------------- | ------------------------------------------------ |
| Deutsche Landwirtschafts-Gesellschaft                                              | Frankfurt                                        |
| Ministerium für Ernährung, Ländlichen Raum und Verbraucherschutz Baden-Württemberg | Stuttgart                                        |
| Badischer Weinbauverband                                                           | Freiburg im Breisgau                             |
| Weinbauverband Württemberg                                                         | Weinsberg                                        |
| Fränkischer Weinbauverband                                                         | Würzburg                                         |
| Regierungspräsidium Darmstadt Dezernat Weinbau                                     | Eltville am Rhein                                |
| Rheingauer Weinbauverband                                                          | Oestrich-Winkel                                  |
| Landwirtschaftskammer Nordrhein-Westfalen                                          | Köln                                             |
| Ministerium für Wirtschaft, Verkehr, Landwirtschaft und Weinbau Rheinland-Pfalz    | Mainz                                            |
| Mundus Vini GmbH, Meininger Verlag                                                 | Neustadt an der Weinstraße                       |
| Concept 2000plus, Jugenheim, heute Konradin Mediengruppe                           | Leinfelden-Echterdingen (noch nicht nachgeführt) |
| Pfalzwein                                                                          | Neustadt                                         |
| Saarländische Landwirtschaftskammer                                                | Lebach                                           |
| Weinbauverband Sachsen                                                             | Meißen                                           |
| Weinbauverband Saale-Unstrut                                                       | Freyburg/Unstrut                                 |
| Deutsche Wein-Marketing                                                            | Berlin                                           |
| Busche Verlagsgesellschaft                                                         | Dortmund                                         |
| DLG TestService                                                                    | Gau-Bickelheim                                   |
| Meininger Verlag                                                                   | Neustadt                                         |
| Julius Kühn-Institut                                                               | Siebeldingen                                     |
| International Wine Institute                                                       | Bad Neuenahr-Ahrweiler                           |
| WINE System                                                                        | Frasdorf                                         |
| Gesellschaft für Weinbewertung                                                     | Berlin                                           |
| Armonia Deutschland                                                                | Mainz                                            |
| Ecovin Bundesverband Ökologischer Weinbau                                          | Oppenheim                                        |
| Captain Cork                                                                       | Potsdam                                          |
| Landwirtschaftskammer Rheinland-Pfalz                                              | Bad Kreuznach                                    |